# Samet Reisinger
Samet Reisinger (* 1952 in Istanbul, Türkei) ist ein österreichischer Designer und Kunsthochschullehrender.

## Leben
Samet Reisinger studierte 1974 bis 1980 Industriedesign an der Gerrit Rietveld Academie, Amsterdam. Nach Heirat mit der österreichischen Keramikkünstlerin Barbara Reisinger übersiedelte er nach Salzburg, wo er seit 1980 als freischaffender Designer arbeitet. Seit 2011 übt er auch Lehrtätigkeiten als Lehrbeauftragter im Bereich Kunst- und Werkpädagogik an der Universität Mozarteum Salzburg aus.
Samet Reisinger erhielt 1984 den Tetra-Preis für Aquarium-Design des Instituts für Neue Technische Form (INTEF), Darmstadt, sowie 1991 einen Anerkennungspreis beim österreichischen Staatspreis für gestaltendes Handwerk. Er ist u. a. Mitglied des Salzburger Kunstvereins.

## Werk
Das Werk Samet Reisingers umfasst einerseits das Design von Möbelstücken, wie Stühle oder Regale, und andererseits die innenarchitektonische Gestaltung von öffentlichen Bereichen und Räumen. Zu nennen sind hier (Auswahl):
- Möbel „Stuhl 1982“, ausgewählt und ausgestellt durch den Deutschen Werkbund;
- Möbel „Stuhl 1991“, prämiert im Rahmen des Österreichischen Staatspreises für gestaltendes Handwerk 1991;
- Künstlerische Gestaltung  „Altarraum Bachmanning“ (2010–2014, mit Barbara Reisinger)[2];
- Künstlerische Umgestaltung „Akzente - Jugendinformationsstelle Salzburg“ (2010–2011, mit Barbara Reisinger)[3][4].
- Altarraumgestaltung Johanneskirche (Liesing) Wien (2019), mit Barbara Reisinger[5].

Zur Installation „Zuhause“ in der Galerie Eboran, Salzburg 2003 (ein Beispiel für das Werk Samet Resingers), schreibt der Kunstkritiker Wolfgang Richter: „Das ‚Zuhause‘, welches Barbara und Samet Reisinger als Wohnung in der Galerie Eboran eingerichtet haben, ist in mehrfacher Hinsicht eine Fiktion. Der Designer (Anmerkung = Samet Reisinger) hat das Mobiliar entworfen. Vom Regal über Sitzgelegenheiten, Stehlampe, Fernseher mit Tisch, Garderobe bis zum Kamin hat er in präziser Maßarbeit rohe Spanplatten veredelt: ein in seiner Schlichtheit prototypisches Ambiente, dessen verblüffende Materialästhetik eine besondere Atmosphäre schafft.“

## Personale und Gruppen-Ausstellungen (Auswahl)
- 1982 "z.B. Stühle", Ausstellungen anlässlich '75 Jahre Deutscher Werkbund', (1) Badischer Kunstverein, Karlsruhe, und (2) Kunstmuseum Düsseldorf[7];
- 1984 "Tetra-Preis Aquarium Design", Ausstellungen (1) Haus Industrieform, Essen, und (2) Zoologischer Garten, Berlin[8];
- 1991 "Österreichischer Staatspreis für gestaltendes Handwerk", Kongresshaus Bad Hofgastein/ A[9];
- 1992 "Austria Design Diagonal", Ausstellungen (1) Museo Contemporaneo Sevilla, anlässlich der Weltausstellung Sevilla, und (2) Museo Atrazanes, Barcelona;
- 1993 "9 Arbeiten für Sesshafte", Studio Waltl, Innsbruck (Einzelausstellung);
- 1994 "Malerei, Keramik, Skulptur, Schmuck", Galerie Christine & Alois Bauer, Wels/ A;
- 1996 "Winterschlussverkauf", Galerie 5020, Salzburg;
- 1996 "Multiples", Berchtoldvilla[10], Salzburg;
- 1998 "40 Tage 20 Ausstellungen", Salzburger Kunstverein, Salzburg[11];
- 2003 "Zuhause", Galerie Eboran, Salzburg (Personale mit Barbara Reisinger);
- 2009–2010 "Temporäre Bewohner", Salzburger Kunstverein, Salzburg[12][13];
- 2010 "Culinary Construction - Model for a Non-hierarchical Cooking Site", Installation, Mariannenplatz, Berlin, u. a. (Personale mit Barbara Reisinger)[14];
- 2012 "Ungeheuerlich. Eine Ausstellung für Kinder", Museum der Moderne (MdM) Rupertinum, Salzburg[15];
- 2012 "Nehmen Sie Platz und machen Sie sich frei", Installation im Hofstall, Schloss Goldegg (Salzburg) (Personale mit Nicolas Mahler)[16];
- 2014 "Durch dick & dünn. Eine Ausstellung für Kinder und Freunde jeden Alters", Museum der Moderne (MdM) Rupertinum, Salzburg[17];
- 2017 "Extrazimmer VI: Samet Reisinger: Antimöbel & Patrick Schaudy: Flüchtige Bilder", Galerie Das Zimmer, Universität Mozarteum (Personale mit Patrick Schaudy)[18];